# トン・コープマン
トン・コープマン（Ton Koopman, 全名：Antonius Gerhardus Michael Koopman, 1944年10月2日 オーファーアイセル州ズヴォレ - ）はオランダのオルガン奏者、チェンバロ奏者、指揮者。

## 経歴
古典学を修めた後、アムステルダム音楽院でオルガンをシモン・C・ヤンセン、チェンバロをグスタフ・レオンハルトの両氏に師事し、音楽学をアムステルダム大学で学ぶ。オルガン演奏とチェンバロ演奏の奏法で優等（プリ・デクセランス）に輝く。
1979年にアムステルダム・バロック管弦楽団を設立し、1992年にはアムステルダム・バロック合唱団を併設。わけてもバッハの宗教曲やモーツァルトの交響曲の演奏・録音を通じて、オリジナル楽器演奏運動の雄となる。
ノリントン、ガーディナー、インマゼールといった指揮者たちが古楽のアプローチでロマン派音楽にも進出しつつあるのに対し、コープマンは「モーツァルトの死 (1791年) をもって一線を画す」としてベートーヴェン以降の音楽をオリジナル楽器アンサンブルで演奏することに関心を示さず、ハイドンやモーツァルトの作品も古典派ピッチではなくバロック・ピッチで演奏・録音を行ってきた。モーツァルト以降の楽曲の録音は、唯一フランシス・プーランクの「田園のコンセール」（1927年作曲）のみである。コープマンはバッハのカンタータ全曲録音を2005年に完了した他、バッハのオルガン作品全集の録音を3度目の挑戦で成し遂げた。ソリストや指揮者としての数々の録音によって、数多くの受賞歴を誇っている。
さらに、オルガン音楽におけるバッハの先達であるディートリヒ・ブクステフーデの作品の録音にも取り組んだ。早い頃からフィリップス・クラシックで鍵盤楽器曲を録音したほか、エラートでもカンタータ数曲を録音していた。2004年には国際ディートリヒ・ブクステフーデ協会の会長に選出された。バッハのカンタータ全集が完成すると、これに続いて2005年にブクステフーデの全曲集の録音を目指すプロジェクト「ディートリヒ・ブクステフーデ - オペラ・オムニア」を立ち上げ、2014年10月に完成させた。
2003年にはワーナー傘下のエラート・レーベルから訣別して、独自のレーベル「アントワーヌ・マルシャン」を設立している。このレーベル名は、フラマン語の「トン・コープマン」をフランス語に訳したものである。同年、オランダ政府より叙勲されている。